# Rejencja bydgoska (1939–1945)

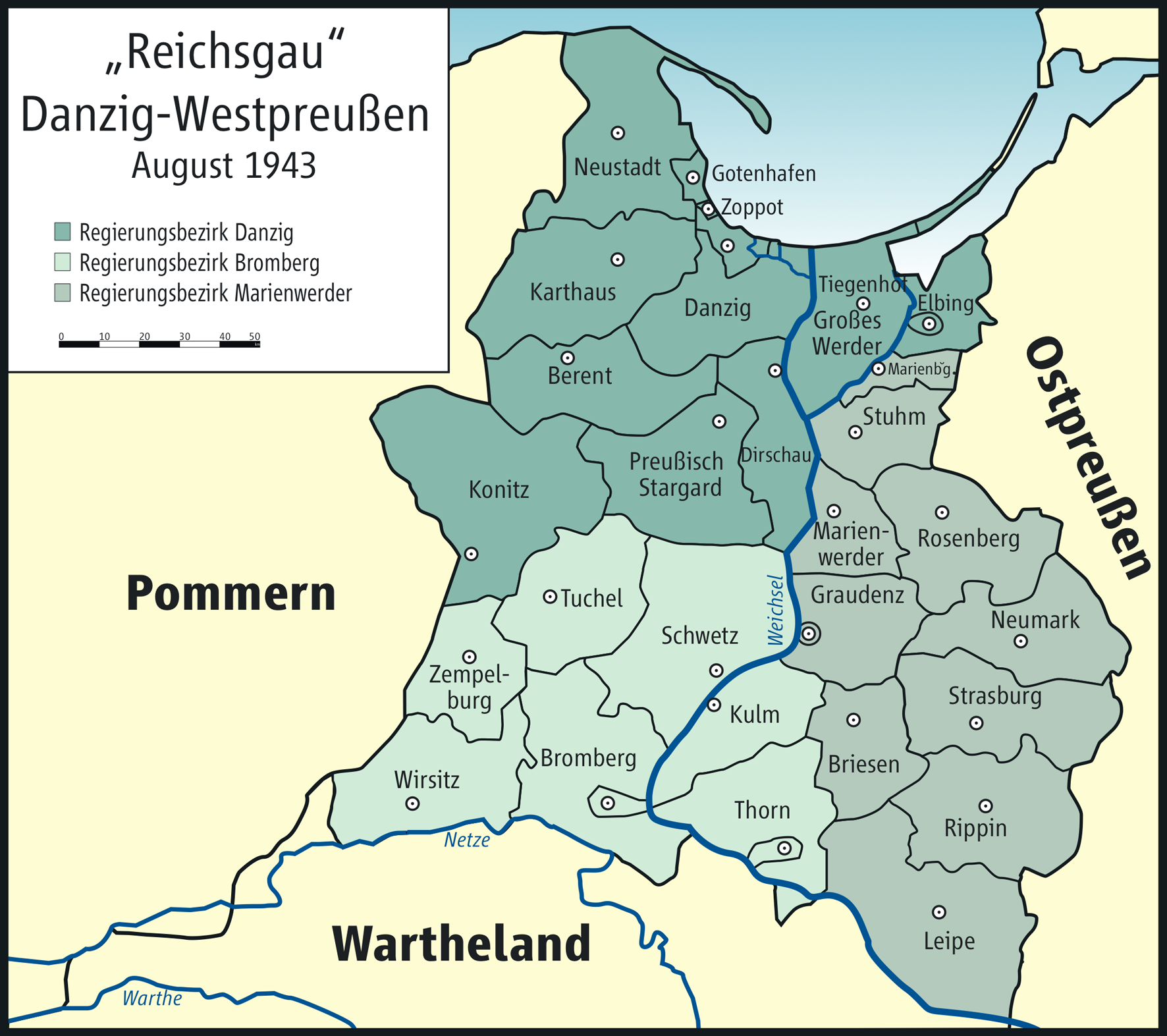
Mapa Okręgu Gdańsk-Prusy Zachodnie z rejencjami i miastami powiatowymi

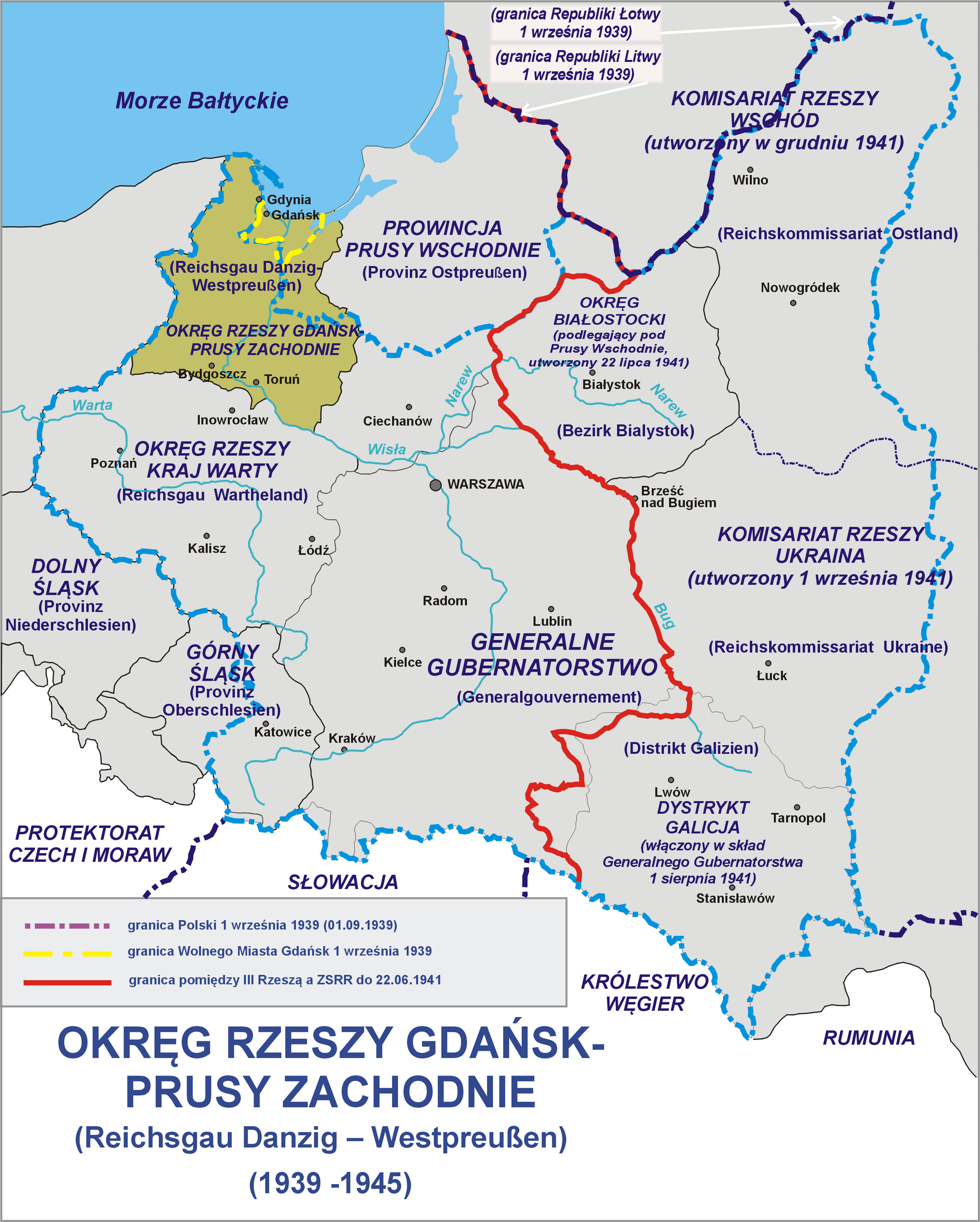
Położenie Okręgu Gdańsk-Prusy Zachodnie względem przedwojennych granic Polski

Rejencja bydgoska (niem. Regierungsbezirk Bromberg) – niemiecka jednostka administracyjna istniejąca w latach 1939–1945 jako jedna z rejencji Okręgu Gdańsk-Prusy Zachodnie.

## Historia
Po zakończeniu kampanii wrześniowej władze III Rzeszy rozpoczęły administracyjne zagospodarowanie okupowanych ziem polskich. Punktem wyjścia do wyznaczenia granic jednostek administracyjnych Pomorza i Wielkopolski był dawny podział prowincji i rejencji sprzed 1920 r., kiedy tereny te znajdowały się pod zaborem pruskim. Przy wyznaczaniu południowej granicy terytorialnej pomiędzy Pomorzem Gdańskim, a Wielkopolską wystąpiły różnice zdań między Ministerstwem Spraw Wewnętrznych Rzeszy, a posiadającym duże wpływy u Hitlera, gauleiterem Gdańska Albertem Forsterem.
Ministerstwo Spraw Wewnętrznych III Rzeszy bardziej było przychylne koncepcji powiązania Bydgoszczy z Poznańskiem, o czym dowodzi memoriał opracowany we wrześniu 1939 r. W mniemaniu dyrektora ministerialnego Vollerta, ze względu na ważność dróg komunikacyjnych (Kanał Bydgoski, kolej Piła-Bydgoszcz-Toruń), byłoby korzystniej przyłączyć Bydgoszcz do okręgu Gdańskiego, lecz ze względu na czynniki kulturalne, powinna stać się częścią okręgu Poznańskiego. Kierując się tymi pobudkami, Ministerstwo Spraw Wewnętrznych Rzeszy zaproponowało, aby przyszła prowincja Prusy Zachodnie składała się tylko z dwóch rejencji – gdańskiej i kwidzyńskiej.
O ostatecznej przynależności Bydgoszczy do Okręgu Rzeszy Gdańsk-Prusy Zachodnie zadecydowała nieugięta postawa Alberta Forstera, który ok. 23 września 1939 r. interweniował u samego Hitlera. Mianował on własnego nadburmistrza miasta Wernera Kampe i nie dopuścił do obsadzenia urzędów w rejonie bydgoskim przez Ministerstwo Spraw Wewnętrznych III Rzeszy.
Rejencja bydgoska zajmowała w 1939 r. obszar 7425 tys. km², który zamieszkiwało 1 mln 22 tys. ludności. Obejmowała południowo-zachodnie tereny z przedwojennego województwa pomorskiego. Została wyzwolona przez Armię Czerwoną i powróciła do przedwojennych jednostek polskiej administracji w styczniu i lutym 1945 roku.

## Podział administracyjny

### Miasta wydzielone
- Bromberg (Bydgoszcz)
- Thorn (Toruń)

### Powiaty
- Landkreis Bromberg (bydgoski)
- Landkreis Kulm (chełmiński)
- Landkreis Schwetz (świecki)
- Landkreis Thorn (toruński)
- Landkreis Tuchel (tucholski)
- Landkreis Wirsitz (wyrzyski)
- Landkreis Zempelburg (sępoleński)

## Wykaz miast (stan na 1 marca 1943)
Źródło: Statistischen Landesamt Danzig-Westpreussen (1944): Gemeinde- und Wohnplatzlexikon des Reichsgaus Danzig-Westpreussen (Bd. 1). Danzig: A. W. Kafemann.
| Herb | Miasto                | Nazwa niem. 1943   | Ludność 1943 | Rejencja 1943 | Powiat 1943                       | Państwo przed 1 IX 1939 |
| ---- | --------------------- | ------------------ | ------------ | ------------- | --------------------------------- | ----------------------- |
|      | Bydgoszcz             | Bromberg           | 142 044      | bydgoska      | Bydgoszcz-Miasto (Bromberg-Stadt) | Polska                  |
|      | Chełmno               | Kulm               | 13 197       | bydgoska      | chełmiński (Kulm)                 | Polska                  |
|      | Chełmża               | Kulmsee            | 12 277       | bydgoska      | toruński (Thorn)                  | Polska                  |
|      | Fordon                | Fordon             | 3770         | bydgoska      | bydgoski (Bromberg)               | Polska                  |
|      | Kamień Krajeński      | Kamin              | 1622         | bydgoska      | sępoleński (Zempelburg)           | Polska                  |
|      | Koronowo              | Krone an der Brahe | 5536         | bydgoska      | bydgoski (Bromberg)               | Polska                  |
|      | Łobżenica             | Lobsens            | 3165         | bydgoska      | wyrzyski (Wirsitz)                | Polska                  |
|      | Miasteczko Krajeńskie | Friedheim          | 1942         | bydgoska      | wyrzyski (Wirsitz)                | Polska                  |
|      | Mrocza                | Immenheim          | 2887         | bydgoska      | wyrzyski (Wirsitz)                | Polska                  |
|      | Nakło nad Notecią     | Nakel              | 11 296       | bydgoska      | wyrzyski (Wirsitz)                | Polska                  |
|      | Nowe                  | Neuenburg          | 5233         | bydgoska      | świecki (Schwetz)                 | Polska                  |
|      | Sępólno Krajeńskie    | Zempelburg         | 5207         | bydgoska      | sępoleński (Zempelburg)           | Polska                  |
|      | Solec Kujawski        | Schulitz           | 4221         | bydgoska      | bydgoski (Bromberg)               | Polska                  |
|      | Świecie               | Schwetz            | 11 664       | bydgoska      | świecki (Schwetz)                 | Polska                  |
|      | Toruń                 | Thorn              | 78 224       | bydgoska      | Toruń-Miasto (Thorn-Stadt)        | Polska                  |
|      | Tuchola               | Tuchel             | 7086         | bydgoska      | tucholski (Tuchel)                | Polska                  |
|      | Więcbork              | Vandsburg          | 4102         | bydgoska      | sępoleński (Zempelburg)           | Polska                  |
|      | Wyrzysk               | Wirsitz            | 2974         | bydgoska      | wyrzyski (Wirsitz)                | Polska                  |
|      | Wysoka                | Weißeck            | 1905         | bydgoska      | wyrzyski (Wirsitz)                | Polska                  |

## Urząd rejencyjny
Bydgoski urząd rejencyjny składał się z tzw. Biura Głównego (niem. Hauptbüro) oraz czterech wydziałów:
- I. Sprawy Ogólne i Wewnętrzne (niem. Allgemeine und innere Angelegenheiten),
- II. Wychowanie i Oświata (niem. Erziehung und Volksbildung),
- III. Gospodarka (niem. Wirtschaft),
- IV. Rolnictwo i Domeny (niem. Landwirtschaft und Domänen).

W strukturze urzędu wyodrębnione były ponadto:
- Urząd Ubezpieczeń (niem. Obersicherungsamt),
- Obwodowy Sąd Administracyjny (niem. Bezirksverwaltungsgericht),
- Kasa Rejencji (niem. Regierungs-oberkasse).

Zgodnie z planem kompetencyjnym i strukturą organizacyjną z 15 sierpnia 1941 r. bydgoski urząd rejencyjny zatrudniał 55 referentów i 71 pracowników administracyjnych. Urząd prowadził politykę odbudowy i wzmocnienia niemczyzny poprzez dyskryminację ludności polskiej i uprzywilejowanie ludności niemieckiej. Prowadzono także germanizację ludności polskiej poprzez wpisy na Niemiecką Listę Narodową.
Mimo usytuowania siedziby rejencji w Bydgoszczy, większość placówek szczebla powiatowego działających w okręgu bydgoskim podlegała ogniwom pośrednim administracji specjalnej zlokalizowanym poza rejencją, głównie w Gdańsku, ale także w Kwidzynie, Grudziądzu lub nawet w Chojnicach.
Spośród jednostek, których rejon kompetencji wykraczał poza obszar rejencji, należały m.in.:
- Kierownicza Placówka Tajnej Policji Państwowej (niem. Geheime Staatspolizeileitstelle) -  w 1943 r. rozciągnęła swoje kompetencje na kilka powiatów wchodzących w skład rejencji kwidzyńskiej,
- Kierownicza Placówka Policji Kryminalnej (niem. Kriminalpolizeileitstelle),
- Sąd Okręgowy (niem. Landgericht),
- Urząd Gospodarki wodnej (niem. Wasserwirtschaftsamt),
- Urząd Rzeszy ds. Budowy Dróg (niem. Reichsstrassenbauamt).

Natomiast zasięg kompetencji mniejszy aniżeli obszar rejencji, ale większy niż teren powiatu lub miasta wydzielonego miały m.in.:
- Treuhandstelle – urząd zajmujący się konfiskatą i administrowaniem majątku Polaków,
- Krajowy Urząd Pracy (niem. Landesarbeitsamt),
- Sąd Specjalny,
- Sztab Osadniczy (niem. Ansiediungsstab) -  planował osadnictwo Niemców i usuwanie Polaków,
- Wojskowa Komenda Uzupełnień (niem. Wehrkreiskommando) – zajmowała się ewidencją i poborem rekrutów i rezerwistów do wojska, obejmowała powiaty: bydgoski, sępoleński, świecki i wyrzyski.

## Prezydenci rejencji
W świetle przepisów dekretu Hitlera z 8 października 1939 r. oraz rozporządzenia z 2 listopada 1939 r.,  najwyższą władzą w prowincji Rzeszy był namiestnik, będący zarazem gauleiterem NSDAP. Podlegała mu nie tylko administracja państwowa, ale także specjalna i samorządowa. Na czele rejencji bydgoskiej stał prezes rejencji. Był on samodzielną władzą podporządkowaną bezpośrednio w hierarchii namiestnikowi okręgu Gdańsk-Prusy Zachodnie.
W świetle ustawodawstwa prezes rejencji był krajową władzą policyjną na administrowanym przez siebie terenie oraz wyższą władzą administracyjną. W praktyce podlegała mu jedynie policja porządkowa, tj. policja ochronna w miastach i żandarmeria na wsiach. W zakresie administracji państwowej mógł działać tylko tyle, na ile zezwolił mu na to jego namiestnik Albert Forster.
Prezesi rejencji bydgoskiej:
| Data urzędowania | Prezydent           | Uwagi |
| X 1939–1940      | Günther Patschowsky | w 1937 r. zmienił nazwisko na Palten; prawnik, urzędnik SD; podwładny Reinharda Heydricha; członek SS; przed wojną był m.in. szefem policji górnośląskiego obszaru przemysłowego w Gliwicach; prezydent rejencji w Opolu (od 1940); zginął w maju 1945 r.                                                                          |
| 1940–1942        | Hans Kurt Schimmel  | |
| 1942 - 24 I 1945 | Walther Kühn        | przedwojenny działacz Niemieckiej Partii Ludowej; landrat powiatu Oststernberg w Brandenburgii (1931-1932); wiceprezydent rejencji kwidzyńskiej (1939-1942); w styczniu 1945 r. zesłany do obozu koncentracyjnego za odmowę wykonania rozkazu Himmlera o „pozostawieniu spalonej ziemi”; po wojnie związany z FDP, zmarł w 1962 r. |

Długoletnim wiceprezydentem rejencji bydgoskiej był Hubertus Schönberg.